# Nymphe de Fontainebleau
La Nymphe de Fontainebleau est une œuvre du sculpteur italien Benvenuto Cellini réalisée en 1542 pour le compte du roi François Ier.
C'est lors de son deuxième séjour en France que le roi François Ier lui commande une porte en bronze de six mètres de hauteur, destinée au château de Fontainebleau. Avant de tomber en disgrâce et de devoir quitter le pays en 1545, Cellini aura le temps de fondre le tympan et deux satyres servant de pied-droit.
Le tympan, une sculpture en bas-relief en forme de demi-lune, de  2,05 m × 4,09 m, représente une nymphe allongée au milieu des animaux de la forêt : des faons, des sangliers ainsi que des chiens braques et lévriers, et une tête de cerf, un des emblèmes du roi, sur lequel la nymphe pose son bras. Le cerf, que couronnent des fruits, représente la Prudence, l'Agilité, la finesse des Sens. Son intégration dans la composition vise à souligner le pouvoir de François 1er.
La nymphe elle-même adopte une pose très stylisée, typique de la manière maniériste.
Cellini prévoit également dans les écoinçons deux Victoires en bas-relief tenant des torches. Une salamandre, emblème personnel du roi, doit surmonter le tout. Ces derniers éléments ne sont cependant pas réalisés.
La composition générale est inspirée par une fresque de Rosso Fiorentino, au centre de la galerie François Ier. Elle repose sur la légende qui donna son nom à Fontainebleau : au cours d'une chasse, un chien de la meute royale, nommé Bliaud, découvre une source, personnifiée par une nymphe accoudée sur une urne. 
Abandonnée dans l'atelier de Cellini, la Nymphe sera intégrée, dix ans plus tard par Philibert Delorme, au portail d'entrée du Château d'Anet qui appartenait à Diane de Poitiers.
En 1797, elle est rapatriée, dans les collections du Musée du Louvre où elle est exposée dans la Salle des Caryatides. En 1848, elle y est remplacée par un moulage et transférée dans l'escalier Mollien .

## Sources
1. ↑   Panneau d'information de la sculpture au Louvre

- John Pope-Hennessy, Benvenuto Cellini, Paris, 1985.